# Franz Baring
Franz Baring (* 1. Februar 1522 in Venlo; † 1589 in Lütau), ein geborener Niederländer, war von 1565 bis 1582 erster lutherischer Superintendent von Sachsen-Lauenburg. Zuvor war er Prediger im Lüneburgischen, in Holstein, in Buxtehude und Hamburg. Nach der Kirchenvisitation von 1581/82 wurde er von Herzog Franz II. seines Amtes enthoben.

## Biografie

### Herkunft und Familie
Baring stammte aus der Baring-Familie und war der Sohn von Petrus Baring (1483–1532/36) und Everharda N. († 1558). Seit 1544 blieb er in Norddeutschland ansässig, wo er der Stammvater zweier Linien der Familie wurde. In erster Ehe war er seit 1545 verheiratet mit Magdalena Tuchters († 1552), aus dieser Ehe stammten drei Kinder. In zweiter Ehe heiratete er 1554 Margarita Burgstede, aus dieser Ehe stammten sieben Kinder. Von seinen Kindern sind einige bereits früh verstorben.

### Jugend
Er wuchs in Venlo auf, bis die Familie 1532 nach Geldern übersiedelte. Nach dem Tod seines Vaters wurde er durch einen Freiherrn von Egern ausgebildet und besuchte dann die Lateinschule in Emmerich am Rhein. Anschließend wurde er Mönch des Karmeliten-Klosters in Geldern und im Jahr 1540 bereits im Alter von 18 Jahren im Kölner Dom als „Messpriester“ ordiniert.
Unter dem Eindruck der Reformation wurde auch Baring von Luthers Gedanken ergriffen; es ist möglich, dass Barings Übertritt auf dem starken Eindruck beruhte, den Martin Bucer und Philipp Melanchthon persönlich auf ihn gemacht hatten, und dass er später eben aus diesem Grund Melanchthon in hohem Maße zugetan blieb. Er begab sich um diese Zeit zu dem lutherischen Führer Graf Jodokus Bronkhorst und trennte sich damit von seinem Orden. Baring wurde von Bronkhorst als Begleiter dessen Sohnes Wilhelm an die Universität Rostock geschickt, wo sich die beiden 1544 in die Matrikel eintrugen.
1545 trat er in den Dienst der lutherischen Kirche. Nach einer etwa zweijährigen Übergangsstellung „zu Elverstorff im Lüneburgischen“ war er ab 1547 zunächst in Krempe und dann in Buxtehude fünf bzw. sechs Jahre lang Prediger. In Buxtehude trat Baring in Verbindung mit Johannes Aepinus, welcher dort lutherischer Superintendent war und vom Rat ersucht wurde, für Buxtehude eine neue Kirchenordnung auszuarbeiten, wie bereits zuvor im Jahr 1539 für Hamburg, bei deren Abfassung Baring möglicherweise mitwirkte.

### Hamburg
Baring kam durch Aepinus in Kontakt mit Paul von Eitzen, der seit 1549 mit Aepinus am Hamburger Dom gewirkt hatte und ihm 1555 als Superintendent gefolgt war. Mit ihm verband Baring zeitlebens eine auf religiöser Gleichstimmung beruhende Freundschaft. Nach der späteren räumlichen Trennung beider kam es zu einem vertrauensvollen Briefwechsel. Baring wurde 1558 als Diakonus an die St. Petri-Kirche zu Hamburg berufen und blieb im Rahmen kirchlicher Auseinandersetzung an Eitzens Seite, als dieser z. B. die Positionen Melanchthons unterstützte, insbesondere bei den Auseinandersetzungen mit Joachim Westphal, einem Unterstützer des Matthias Flacius.
Seit Melanchthon 1548 zugunsten der Katholiken in das Leipziger Interim eingewilligt und sich auch wiederholt gegenüber den Reformierten nachgiebig gezeigt hatte, wurden die Angriffe der Gnesiolutheraner („Echt-Lutherischen“), insbesondere von Seiten des Flacius, gegen den Praeceptor Germaniae immer maßloser. Eitzen galt in Hamburg als mit Melanchthon befreundet und als Hauptvertreter von dessen Anschauungen. Tatsächlich gehörte er zu den vielen, die damals noch Luther und Melanchthon als eine untrennbare Einheit ansahen, die durchaus lutherisch dachten und lehrten, namentlich über das Abendmahl, aber in Melanchthons Formen. Auch trat Eitzen gegenüber beschimpfenden Angriffen auf Melanchthon stets für diesen ein.
Für Baring war es zunächst ein Schlag, dass die Stelle des Hauptpastors an seiner Kirche 1560 Johann Crusius oder Crispinus (Krause) übertragen wurde, „einem der strengsten Lutheraner“; vor allem aber, dass 1562 Eitzen aufgrund der heftigen Auseinandersetzungen nach Melanchthons Tod die Superintendentur aufgab (die dann Joachim Westphal zufiel) und Hamburg verließ. Die Flacianer erreichten im Sommer 1563 Barings Verabschiedung. Solche Entlassungen von Geistlichen durch die herrschende theologische Richtung waren in jener Zeit allerdings sehr häufig.

### Lauenburg
Vermutlich begab sich Baring im 1564 Jahr von Hamburg nach Holstein, in Eitzens Wirkungsbereich. Nachdem der holsteinische Herzog Franz I. von Lauenburg 1564 beim Kanzler Adam Tratziger um einen Geistlichen zur Vornahme der Kirchenvisitation angefragt hatte, wurde Baring diese Aufgabe auf Empfehlung Tratzingers und Eitzens übertragen. Erleichternd war dabei, dass Baring plattdeutsch sprach. Baring wurde im Anschluss daran zum ersten Superintendenten des Landes bestellt; zugleich wurde er als Pfarrer der Stadt berufen.
Die Amtsführung gestaltete sich für Baring in Lauenburg aufgrund der Haltung des Fürsten in religiösen Angelegenheiten in jeder Hinsicht schwierig. Zwei seiner dem Herzog vorgelegten Entwürfe für eine neue Kirchenordnung wurden von diesem nicht beachtet, da sie nicht von ihm beauftragt waren. Diese Entwürfe gingen vermutlich bei dem Schlossbrand von 1616 unter. Wie die Haltung des Fürsten so war auch der allgemeine Zustand des Landes für Barings Amtsausübung erschwerend. Bei der Visitation von 1564 fand man die Sitten und die religiöse Erkenntnis im tiefsten Verfall, vielen Aberglauben, katholische Zeremonien und eine Unordnung in allen kirchlichen Verhältnissen. Herzöge und Adel sowie auch Bauern und Bauernvögte vergriffen sich an kirchlichem Besitz.
Schon im Jahre 1565 führte Baring in Lauenburg Ordinationen durch. Urkunden, die über seine Wirksamkeit als Superintendent Aufschluss geben könnten, sind dem Schlossbrand zum Opfer gefallen. Einige, wenn schon nur dürftige Nachrichten lassen immerhin erkennen, dass Baring alsbald gegen manche kirchliche Missbräuche einschritt.
Das Amt des Pfarrers brachte zusätzlich einige Arbeit bei mangelnden zur Verfügung stehenden Hilfskräften mit sich, so hielt er u. a. mehrere Predigten pro Woche in der Kirche und in der Schlosskapelle und war für die Organisation der Kirchenfeste zuständig. Die von ihm ordinierten Prediger konsultierten ihn hinsichtlich schwieriger Fällen des Eherechts, der Kirchenzucht und bei eigenen Streitigkeiten. Zu seinen Aufgaben gehörte auch das Entwerfen einer Kirchenordnung oder die Erledigung von Streitigkeiten mit auswärtigen Amtsstellen.
Baring besaß die Bibel in vier Sprachen, die Werke verschiedener Kirchenväter sowie Schriften von Luther, Melanchthon und Johannes Brenz.

### Absetzung als Superintendent und Pfarrer in Lütau
Baring verweigerte seine Unterschrift zur Konkordienformel (FC), die in das 1580 erschienene Konkordienbuch als abschließendes lutherisches Symbol aufgenommen wurde, und veranlasste auch den Herzog zur Ablehnung derselben. Nach dem Tod Herzogs Franz I. im Jahr 1581 kam es in Lauenburg unter der Herrschaft seines Sohnes Franz II. auch zu einem Wechsel der kirchlichen Richtung. Noch im selben Jahr ordnete Franz II. zur Vorbereitung einer Kirchenordnung eine allgemeine Kirchenvisitation an und berief Andreas Pouchenius zum Visitator generalis. Die Visitation begann im November 1581. Nach ihrem Ende fand 1582 eine Tagung zu Ratzeburg statt, auf welcher der Herzog am 17. August Baring als Superintendenten entließ. Baring erhielt dann die Pfarre zu Lütau.
Pouchenius verfasste später die umfangreiche Lauenburger Kirchenordnung von 1585, wonach bei jeder Kirche vor allem ein Abdruck der Konkordienformel vorhanden sein und außerdem jeder Geistliche auf sie verpflichtet werden sollte. Die Beweggründe, weshalb Baring die FC ursprünglich ablehnte, sind nicht klar. Dass Barings Gegner hinter seiner Ablehnung Calvinisterei suchten, ist gewiss; voraussichtlich wurde er von denselben Gründen wie Eitzen geleitet. Er blieb bei seiner lutherischen Einstellung. So konnte er später in Lütau ohne Preisgabe einer grundlegenden Überzeugung die Kirchenordnung von 1585 und damit die FC anerkennen, nachdem sie kirchengesetzliche Geltung erlangt hatte.
Wie die baldige Verleihung der Lütauer Pfarre zeigt, erfolgte die Entziehung der Pfarre in Lauenburg nur, weil diese von der Generalsuperintendenten-Stelle nicht getrennt werden konnte. Nach heutigem Sprachgebrauch wurde Baring also als Pfarrer zwar „seines Amtes enthoben“, nicht aber „aus dem Dienst entlassen“. Mit der neuen Pfarre wurde ihm überdies die Ehrenstellung des „Senior Ministerii“ – des Seniors des Geistlichen Ministeriums und damit Wortführers der Landesgeistlichen bei bestimmten Gelegenheiten – zuerkannt. Lütau war eines der ältesten Kirchdörfer in der damals Sadelbande genannten Gegend. Von seinen Kindern begleiteten Baring zwei Töchter von 17 und 20 Jahren und der 12-jährige Sohn Franz nach Lütau.
Als die Kirchenordnung von 1585 im Druck erschienen war, unterzeichnete der Herzog selbst ein Druckstück und ließ es auch von seinen Räten und von allen Geistlichen des Landes unterzeichnen. Es findet sich inmitten der ersten Unterschriften dieses Buches folgender eigenhändige Eintrag Barings:
„Ego, Franciscus Baringius, Senior et pastor ecclesiae Lutoviensis in Inferiore Saxonia huic ecclesiasticae ordinationi subscripsi“.
1589 starb Franz Baring im 68. Jahr seines Lebens, der Tag ist nicht bekannt. Ein loses Blatt in den Kirchenakten aus der Zeit um oder vor 1627 enthält die Worte: „Franciscus Baringius, Past. Lut. et Minist. Senior … obiit 1589.“ Vielleicht wurde damit eine damals noch vorhandene Inschrift an oder in der Gruft wiedergegeben, die unter der Kirche vorhanden und in welcher der Pfarrer bestattet worden war. Diese Gruft wurde im Dreißigjährigen Krieg mehrmals aufgebrochen und beraubt. Ob sie bei dem Neubau der Kirche von 1845/46 beseitigt oder nur vermauert wurde, ist nicht bekannt.